# Серп и Молот (женский футбольный клуб)
«Серп и Молот» — ранее существовавший российский женский футбольный клуб из Москвы. 
На московском металлургическом заводе Серп и Молот существовала заводская мужская команда «Серп и Молот» (основана в 1923 году, на высшем уровне в чемпионате СССР играла в 1937—1940 годах, высшее достижение — третье место в 1938 году), а в 1988 году была создана и женская.

## История названий
- 1988—1991 — «Серп и Молот» (Москва)
- 1992—1993 — «СиМ-Россия» (Москва)
- 1994—1995 — «СиМ» (Москва)
- В 1996 году команда объединилась с командой Текстильщик (Раменское) и выступала под названием «Текстильщик-СиМ» (Раменское)

## Тренеры
- Гришин, Валентин Дмитриевич (1990—1991)
- Каплацкий, Виктор Иванович (1992—1993)
- Владимир Четвериков (1994—1995)

## Достижения

### Титульные
- Вице-чемпион ВДФСОП (1): 1989
- Вице-чемпион СССР (1): 1990
- 8-е место Чемпионата России (2): 1994, 1995
- финалист кубка на приз «Современника» (1): 1990

### Матчевые
Самые крупные победы
- 7:1 — самая крупная победа клуба в Чемпионате (в матче «СиМ» — «Россия», ? 1994)
- 1:0 — самая крупная победа клуба в Кубке (в матчах «Волна» — «СиМ-Россия», ? 1992, «СиМ-Россия» — «Снежана», 21 мая 1993, «СиМ» — «МИСИ-Бина», 24 мая 1995)

Самые крупные поражения
- 0:6 — самое крупное поражение клуба в Чемпионате (в матче «Энергия» — «СиМ», ? 1995)
- 1:4 — самое крупное поражение клуба в Кубке (в матче «Волжанка» — «СиМ-Россия», ? 1993)

## Статистика выступлений (Чемпионаты СССР и России)
без учёта мячей забитых в сериях послематчевых пенальти
с учётом технических результатов

| Сезон                              | Клуб                                                              | Чемпионат ВДФСОП                                                  | Чемпионат ВДФСОП                                                  | Чемпионат ВДФСОП                                                  | Чемпионат ВДФСОП                                                  | Чемпионат ВДФСОП                                                  | Чемпионат ВДФСОП                                                  | Чемпионат ВДФСОП                                                  | Чемпионат ВДФСОП                                                  | Чемпионат ВДФСОП                                                  | Чемпионат ВДФСОП                                                  | Чемпионат ВДФСОП                                                  | Кубок                                                             | Главный тренер                                                    | Источники                                                         |
| Сезон                              | Клуб                                                              | Лига                                                              | Этап                                                              | Место                                                             | И                                                                 | В                                                                 | Н                                                                 | П                                                                 | МЗ                                                                | МП                                                                | РМ                                                                | О                                                                 | Кубок                                                             | Главный тренер                                                    | Источники                                                         |
| ---------------------------------- | ----------------------------------------------------------------- | ----------------------------------------------------------------- | ----------------------------------------------------------------- | ----------------------------------------------------------------- | ----------------------------------------------------------------- | ----------------------------------------------------------------- | ----------------------------------------------------------------- | ----------------------------------------------------------------- | ----------------------------------------------------------------- | ----------------------------------------------------------------- | ----------------------------------------------------------------- | ----------------------------------------------------------------- | ----------------------------------------------------------------- | ----------------------------------------------------------------- | ----------------------------------------------------------------- |
| 1989                               | Серп и Молот                                                      | Высшая лига                                                       | Вторая зона                                                       | 1 из 10                                                           | 18                                                                | 12                                                                | 5                                                                 | 1                                                                 | 46                                                                | 10                                                                | +36                                                               | 29                                                                | не проводился                                                     |                                                                   | [ 1 ]                                                             |
| 1989                               | Серп и Молот                                                      | Высшая лига                                                       | Турнир за звание чемпиона                                         | 2 из 30                                                           | 5                                                                 | 3                                                                 | 1                                                                 | 1                                                                 | 10                                                                | 2                                                                 | +8                                                                | 7                                                                 | не проводился                                                     |                                                                   | [ 1 ]                                                             |
| 1989                               | Серп и Молот                                                      | Высшая лига                                                       | Высшая лига ВДФСОП 1989 (Итог)                                    | 2 из 30                                                           | 23                                                                | 15                                                                | 6                                                                 | 2                                                                 | 56                                                                | 12                                                                | +44                                                               | 36                                                                | не проводился                                                     |                                                                   | [ 1 ]                                                             |
|                                    |                                                                   | Чемпионат СССР                                                    |                                                                   |                                                                   |                                                                   |                                                                   |                                                                   |                                                                   |                                                                   |                                                                   |                                                                   |                                                                   |                                                                   |                                                                   |                                                                   |
| 1990                               | Серп и Молот                                                      | Высшая лига                                                       | Первая зона                                                       | 1 из 12                                                           | 22                                                                | 13                                                                | 6                                                                 | 3                                                                 | 43                                                                | 10                                                                | +33                                                               | 32                                                                | не проводился                                                     | Валентин Гришин                                                   | [ 1 ] [ 2 ]                                                       |
| 1990                               | Серп и Молот                                                      | Высшая лига                                                       | Стыковой матч за 1-е место                                        | 2 из 18                                                           | 1                                                                 | 0                                                                 | 0                                                                 | 1                                                                 | 1                                                                 | 2                                                                 | -1                                                                | —                                                                 | не проводился                                                     | Валентин Гришин                                                   | [ 1 ] [ 2 ]                                                       |
| 1990                               | Серп и Молот                                                      | Высшая лига                                                       | Высшая лига СССР 1990 (Итог)                                      | из 18                                                             | 23                                                                | 13                                                                | 6                                                                 | 4                                                                 | 44                                                                | 12                                                                | +32                                                               | —                                                                 | не проводился                                                     | Валентин Гришин                                                   | [ 1 ] [ 2 ]                                                       |
| 1991                               | Серп и Молот                                                      | Высшая лига                                                       | Вторая зона                                                       | 12 из 12                                                          | 22                                                                | 1                                                                 | 2                                                                 | 19                                                                | 5                                                                 | 51                                                                | -46                                                               | 4                                                                 | не участововал                                                    | Валентин Гришин                                                   | [ 1 ] [ 3 ]                                                       |
|                                    |                                                                   | Чемпионат России                                                  |                                                                   |                                                                   |                                                                   |                                                                   |                                                                   |                                                                   |                                                                   |                                                                   |                                                                   |                                                                   |                                                                   |                                                                   |                                                                   |
| 1992                               | СиМ-Россия                                                        | Высшая лига                                                       | —                                                                 | 10 из 15                                                          | 28                                                                | 7                                                                 | 7                                                                 | 14                                                                | 24                                                                | 32                                                                | -8                                                                | 21                                                                | ⅛ финала                                                          | Виктор Каплацкий                                                  | [ 1 ] [ 4 ]                                                       |
| 1993                               | СиМ-Россия                                                        | Высшая лига                                                       | —                                                                 | 11 из 12                                                          | 22                                                                | 1                                                                 | 7                                                                 | 14                                                                | 5                                                                 | 35                                                                | -30                                                               | 9                                                                 | ¼ финала                                                          | Виктор Каплацкий                                                  | [ 1 ] [ 5 ]                                                       |
| 1994                               | СиМ                                                               | Высшая лига                                                       | —                                                                 | 8 из 12                                                           | 22                                                                | 6                                                                 | 6                                                                 | 10                                                                | 21                                                                | 28                                                                | -7                                                                | 17                                                                | 3ОТ                                                               | Владимир Четвериков                                               | [ 6 ]                                                             |
| 1995                               | СиМ                                                               | Высшая лига                                                       | —                                                                 | 8 из 12                                                           | 22                                                                | 5                                                                 | 4                                                                 | 13                                                                | 19                                                                | 38                                                                | -19                                                               | 19                                                                | ¼ финала                                                          | Владимир Четвериков                                               | [ 7 ]                                                             |
| 1996—1998                          | Основная статья: Текстильщик (женский футбольный клуб, Раменское) | Основная статья: Текстильщик (женский футбольный клуб, Раменское) | Основная статья: Текстильщик (женский футбольный клуб, Раменское) | Основная статья: Текстильщик (женский футбольный клуб, Раменское) | Основная статья: Текстильщик (женский футбольный клуб, Раменское) | Основная статья: Текстильщик (женский футбольный клуб, Раменское) | Основная статья: Текстильщик (женский футбольный клуб, Раменское) | Основная статья: Текстильщик (женский футбольный клуб, Раменское) | Основная статья: Текстильщик (женский футбольный клуб, Раменское) | Основная статья: Текстильщик (женский футбольный клуб, Раменское) | Основная статья: Текстильщик (женский футбольный клуб, Раменское) | Основная статья: Текстильщик (женский футбольный клуб, Раменское) | Основная статья: Текстильщик (женский футбольный клуб, Раменское) | Основная статья: Текстильщик (женский футбольный клуб, Раменское) | Основная статья: Текстильщик (женский футбольный клуб, Раменское) |
| Итого Высшая лига ВДФСОП (1 сезон) | Итого Высшая лига ВДФСОП (1 сезон)                                | Итого Высшая лига ВДФСОП (1 сезон)                                | Итого Высшая лига ВДФСОП (1 сезон)                                | Итого Высшая лига ВДФСОП (1 сезон)                                | 23                                                                | 15                                                                | 6                                                                 | 2                                                                 | 56                                                                | 12                                                                | +44                                                               |                                                                   |                                                                   |                                                                   |                                                                   |
| Итого Высшая лига СССР (2 сезона)  | Итого Высшая лига СССР (2 сезона)                                 | Итого Высшая лига СССР (2 сезона)                                 | Итого Высшая лига СССР (2 сезона)                                 | Итого Высшая лига СССР (2 сезона)                                 | 45                                                                | 14                                                                | 8                                                                 | 23                                                                | 49                                                                | 63                                                                | -14                                                               |                                                                   |                                                                   |                                                                   |                                                                   |
| Итого Высшая лига (4 сезона)       | Итого Высшая лига (4 сезона)                                      | Итого Высшая лига (4 сезона)                                      | Итого Высшая лига (4 сезона)                                      | Итого Высшая лига (4 сезона)                                      | 94                                                                | 19                                                                | 24                                                                | 51                                                                | 69                                                                | 133                                                               | -64                                                               |                                                                   |                                                                   |                                                                   |                                                                   |
| Всего                              | Всего                                                             | Всего                                                             | Всего                                                             | Всего                                                             | 162                                                               | 48                                                                | 38                                                                | 76                                                                | 174                                                               | 208                                                               | -34                                                               |                                                                   |                                                                   |                                                                   |                                                                   |

1. 1 2 3 4 5 6  в сезонах 1989—1994 очки начислялись таким образом: 2 очка за победу, 1 за ничью и 0 за поражение
2. ↑  в сезоне 1991 «Серп и Молот» провел 12 матчей и снялся с соревнований в связи с финансовыми трудностями, но к следующему чемпионату России средства были изысканы
3. ↑  в сезоне 1994 с «СиМ» было снято 1 очко за неявку на матч с «Сибирячкой»

Лучшие бомбардиры клуба за сезон
| Сезон | Бомбардир                                                                   |
| ----- | --------------------------------------------------------------------------- |
| 1992  | 7 Шмырева, 6 Короткова, 4 Сидорова [уточнить]                               |
| 1993  | 1 Сотникова [уточнить]                                                      |
| 1994  | 4 Цуркан, 2 Сафронова [уточнить]                                            |
| 1995  | 6 Уварова, 4 Комарова, 4 Пименова, 1 Авдонченко, 1 Карташова, 3 технические |

### Кубок России
без учёта мячей забитых в сериях послематчевых пенальти
без учёта технических результатов

| Сезон             | Кубок России | Кубок России | Кубок России | Кубок России | Кубок России | Кубок России | Кубок России | Кубок России |
| Сезон             | И            | В            | Н            | П            | МЗ           | МП           | РМ           | Итог         |
| ----------------- | ------------ | ------------ | ------------ | ------------ | ------------ | ------------ | ------------ | ------------ |
| 1992              | 2            | 1            | 0            | 1            | 1            | 1            | 0            | ⅛ финала     |
| 1993              | 2            | 1            | 0            | 1            | 2            | 4            | -2           | ¼ финала     |
| 1994              | 1            | 0            | 1            | 0            | 1            | 1            | 0            | ½ финала     |
| 1995              | 1            | 1            | 0            | 0            | 1            | 0            | +1           | ¼ финала     |
| Итого за 4 сезона | 6            | 3            | 1            | 2            | 5            | 6            | -1           |              |

1. ↑  в сезоне 1995 «СиМ» снялся после 1/8 финала